# Фудзинами, Тацуми
Тацуми Фудзинами (яп. 藤波 辰巳, род. 28 декабря 1953, Кунисаки, Оита) — японский рестлер, в настоящее время сотрудничающий с WWE по контракту «Легенды». Фудзинами наиболее известен благодаря своей долгой карьере в New Japan Pro-Wrestling (NJPW), где он был шестикратным чемпионом IWGP в тяжёлом весе. Он получил прозвище «Дракон», и ему приписывают изобретение приёмов Dragon Sleeper и Dragon Suplex.
Он также является владельцем и основателем рестлинг-промоушена Dradition. В 2015 году Фудзинами был введён в Зал славы WWE, а также стал послом компании. Брет Харт сказал о Фудзинами: «Я всегда хотел стать таким же великим рестлером, каким был Тацуми Фудзинами».

## Карьера в рестлинге

### Japanese Wrestling Association (1971—1972)
Фудзинами начал работать в Japanese Wrestling Association (JWA) под крылом Антонио Иноки в возрасте 17 лет. Когда Иноки был уволен из JWA в 1971 году, Фудзинами и несколько других спортсменов последовали за ним, создав новый промоушен — New Japan Pro-Wrestling. Иноки, Фудзинами, Осаму Кидо и Котэцу Ямамото признаны отцами-основателями NJPW.

### New Japan Pro-Wrestling (1972—2006)
В ранние NJPW годы он выступал в качестве противника для новичков, таких как Мистер Пого, Ёсиаки Фудзивара и Гран Хамада. Фудзинами, Фудзивара, Хамада и ещё три новичка участвовали в «Кубке Карла Готча» 1974 года (турнир для новичков, предшественник более позднего «Кубка молодых львов»).
В конце 1970-х годов Фудзинами был отправлен за границу, в мексиканскую Universal Wrestling Association и в американскую Jim Crockett Promotions. В конце 1970-х годов он перешёл в World Wide Wrestling Federation (WWWF), где впервые заявил о себе. Свой первый титул — чемпиона WWWF в полутяжёлом весе — он завоевал 23 января 1978 года, победив Хосе Эстраду в «Мэдиисон-сквер-гарден», и привёз его в Японию, утвердив его в качестве главного титула в полутяжёлом весе в Японии. В 1981 году он был переведён в тяжёлый вес.
1988 год стал знаменательным для Фудзинами. 8 мая он победил Биг Ван Вейдера по дисквалификации и завоевал титул, освобождённый Антонио Иноки. Однако через несколько дней титул был удержан после того, как он проиграл бой Рики Тёсю; через месяц он вернул титул в матче-реванше. 1989 год оказался для Фудзинами неудачным. В апреле он отказался от титула, который должен был быть определён в турнире на первом шоу NJPW в «Токио Доум»; в полуфинале он проиграл победителю Биг Ван Вейдеру. В июне, во время матча с Вейдером, Фудзинами получил тяжёлую травму спины и заработал грыжу. Он не выступал до своего возвращения в сентябре 1990 года.
В декабре 1990 года он вернул себе титул чемпиона IWGP в тяжёлом весе. Его чемпионство было недолгим, так как через месяц он проиграл титул Вейдеру. Через два месяца Фудзинами вернул себе титул. Через несколько дней Фудзинами вошёл в историю, победив Рика Флэра и завоевав титул чемпиона мира NWA в тяжёлом весе, став первым человеком, одновременно владевшим титулами чемпиона мира IWGP и NWA.
Его самый запоминающийся матч в США — защита титул чемпиона мира NWA в тяжёлом весе против Рика Флэра на первом WCW SuperBrawl во Флориде. Флэр сохранил свой титул чемпиона WCW и вернул Фудзинами титул чемпиона NWA.
В 1993 году Фудзинами выиграл турнир G1 Climax, победив Ёсиаки Фудзивару, Осаму Кидо, Кэйдзи Муто и Хироси Хасё. В апреле 1994 года он победил Синъю Хасимото и завоевал свой пятый титул чемпиона IWGP в тяжёлом весе, но через три недели снова проиграл его Хасимото. В январе 1997 года он воссоединился с Кэнго Кимурой и выиграл титул командных чемпионов IWGP у Масахиро Тёно и Хироёси Тэндзана. Они удерживали пояса более трёх месяцев, прежде чем проиграли их Рики Тёсю и Кэнсукэ Сасаки. В апреле 1998 года Фудзинами завоевал свой шестой и последний титул чемпиона IWGP в тяжёлом весе, победив Сасаки. Он удерживал пояс более четырёх месяцев, а затем уступил его Тёно.
В последние годы Фудзинами уменьшил свою рабочую нагрузку после того, как в 1999 году был назначен президентом NJPW (тем не менее, он был смещён в 2004 году). Его последним титулом в NJPW было командное чемпионство IWGP с его учеником Осаму Нисимурой в октябре 2001 года.
В 2006 году, после почти 35 лет работы в компании, Фудзинами покинул NJPW, поставив ультиматум: либо Рики Тёсю уходит, либо уходит он. NJPW остановилась на Тёсю, что привело к уходу Фудзинами. Другой ветеран и давний партнёр Фудзинами по команде Кэнго Кимура последовал его примеру.
4 января 2020 года он был в составе команды Дзюсина «Грома» Лайгера в его прощальном матче на Wrestle Kingdom 14.

### WWE (2015)
19 марта 2015 года было объявлено, что Фудзинами будет введён в Зал славы WWE. На церемонии, которая состоялась 28 марта в Сан-Хосе, Калифорния, Фудзинами был введён в Зал славы Риком Флэром. 12 июля было объявлено, что Фудзинами подписал контракт «Легенды» с WWE. Контракт фактически делал его послом WWE, но не ограничивал его японские выступления.